# 答剌麻八剌
答剌麻八剌（1264年6月29日—1292年5月25日），元朝世祖忽必烈太子真金之次子，元武宗、元仁宗之父，娶蒙古弘吉剌部出身的答己为正妃，娶郭氏为偏妃。一作塔剌麻八剌，達爾瑪巴拉，答理麻哈剌。
在至元二十三年（1286年）真金太子去世之后，頗受元世祖的鍾愛，但其在至元二十九年（1292年）元世祖仍健在時就因病去世。大德十一年（1307年）元成宗去世，答剌麻八剌的儿子海山即位，是为元武宗，元武宗追尊答剌麻八剌为皇帝，为答剌麻八剌上廟號順宗，汉文諡號昭聖衍孝皇帝。

## 生平
他的早年詳細行積不祥。至元二十二年十二月十日（1286年1月5日），真金太子去世，元世祖頗為鍾愛答剌麻八剌。至元二十八年（1291年），元世祖令答剌麻八剌出镇怀州。至赵州，惩罚扰民的士卒来管束下属。没有抵达怀州，就因病召还。至元二十九年（1292年）春，元世祖前往上都，答剌麻八剌留在大都治病，
两个月後的至元二十九年五月初八日（1292年5月25日）病逝。
大德十一年五月二十一日（1307年6月21日），答剌麻八剌的儿子海山在上都大安阁即位，是为元武宗，元武宗在即位当天追尊父亲答剌麻八剌为皇帝，尊母亲弘吉剌·答己为皇太后。

## 尊谥庙号
大德十一年九月十一日（1307年10月7日），元武宗为答剌麻八剌上廟號順宗，汉文諡號昭聖衍孝皇帝。
《顺宗皇帝谥册文》，内容如下：
孝子嗣皇帝臣某，谨再拜稽首言曰：

臣闻显亲所以为子，追远所以厚民。矧必百世祀而位弗隆，为天子父而养弗逮。是宜称秩，以达纯诚。钦惟皇考皇帝渊穆有容，神明莫测。文孙文子，钟至爱于两宫；宜君宜王，膺具瞻于四海。当璧之祥未卜，弃踪之迹已遥。兴言欲报之恩，昊天罔极；对越有成之命，夙夜惟寅。昭哉玄德之升，圣矣生知之异。衍莫衍于昌后嗣而有天下，孝莫于孝配前烈而茂本支。念兹继体之初，益切中心之慕。谨遣摄太尉某官某，奉玉册玉宝，上尊谥曰昭圣衍孝皇帝，庙号顺宗。

伏惟明明降鉴，序于祖宗；攸跻攸宁，永锡祚胤。

## 顺宗实录
至大元年三月二十日（1308年4月11日），元武宗命翰林国史院纂修《顺宗实录》、《成宗实录》。
皇庆元年十月二十六日（1312年11月25日），翰林学士承旨玉连赤不花等向元仁宗进呈《顺宗实录》、《成宗实录》、《武宗实录》。其中，《顺宗实录》共有1卷。明朝初年史官修《元史》，参照实录修成《顺宗传》（《睿宗传》、《裕宗传》、《显宗传》、《顺宗传》合为一卷），《顺宗实录》今已失传，其主干内容保存在《顺宗传》中。
玉连赤不花等《进三朝实录表》，内容如下：
一人御极，聿严金匮之藏；三后在天，实监玉堂之纪。粤若稽古，克底成书。钦惟皇帝陛下孝友慈仁，温文睿哲。统之垂，业之创，念昔继承；功以著，德以彰，在兹纂录。首崇笔削之任，式宏龟鉴之图。臣等职忝禁林，才非良史。系年系月，岂足尽于先朝；作典作谟，庶有征于今日。臣等以所编成《顺宗皇帝实录》一卷，《成宗皇帝实录》五十六卷，《事目》十卷，《制诏录》七卷，《武宗皇帝实录》五十卷，《事目》七卷，《制诏录》三卷，总计一百三十四卷，缮写已毕，谨具进呈。

## 轶闻
明初，葉子奇所著《草木子》卷四記「世祖生子口啞，即裕宗。及壯，當有室。使其遊都市，使擇其意之所可者為妻。獨指一屠人婦，世祖即為娶之，迺妲吉妃子也。腹生二帝。」妲吉，即答己。所謂「裕宗」應係「順宗」（答剌麻八剌）之誤，而「世祖」則當改正為「裕宗」。順宗生而口啞，藏文文獻《紅史》亦見記載。《紅史》的作者蔡巴·貢噶多吉，原为薩迦巴的万户，他在1346年開始撰寫《紅史》，而於1363年成書。两者可互相印证。
有野史传闻认为，答剌麻八剌的正妃答己不能生育，他的三个儿子长子魏王阿木哥，次子元武宗海山，三子元仁宗爱育黎拔力八达，以及一个女儿鲁国公主祥哥剌吉都是偏妃郭氏所生。
根据史书记载，郭氏先嫁给答剌麻八剌，在魏王阿木哥出生之后，答己才嫁给答剌麻八剌为正妃。
传闻认为，答己不能生育，于是就抱养郭氏后生的两个儿子海山和爱育黎拔力八达为嫡子，抱养女儿祥哥剌吉为嫡女，郭氏为了儿女的前途也同意了。
此传闻并非毫无依据，根据《元史》记载，1307年元武宗即位，封阿木哥为魏王，赐兽纽金印，1311年三月元仁宗即位，六月，魏王阿木哥前往大都朝觐，仁宗对大臣说：“朕与阿木哥同父而异母，朕不抚育，彼将谁赖？其赐钞二万锭，他勿援例。” 1312年又赐庆元路定海县六万五千户为食邑，对他特别的好，其实天下人都知道阿木哥与元武宗元仁宗同父异母，又何必元仁宗特别点出，这一句话反而让人有些怀疑了。

## 家庭

### 父母兄弟姐妹
父母
- 父亲：真金太子，1261年被封为燕王，1273年被封为皇太子，1286年去世，1293年元世祖上谥号明孝太子，1294年元成宗追尊为皇帝，上庙号元裕宗
- 母亲：阔阔真王妃，1294年元成宗登基后尊为皇太后，1300年去世后元成宗上谥号徽仁裕聖皇后

兄弟
- 大哥：甘麻剌，1290年封为梁王，出镇云南，1292年改封晋王，移镇漠北，1302年去世，1324年元泰定帝追尊为皇帝，上庙号元顯宗，母亲阔阔真王妃
- 三弟：元成宗鐵穆耳，1293年受皇太子宝，1294年元世祖去世后登基称帝，1307年去世，母亲阔阔真王妃

姐妹
- 赵国公主 忽答迭迷失，下嫁闊里吉思
- 鲁国公主 南阿不剌，下嫁蛮子台

### 妻妾儿子女儿
妻妾
- 正妻 答己王妃，1307年元武宗登基后尊为皇太后，1311年元仁宗登基后继续尊为皇太后，1320年元仁宗登基后尊为太皇太后，1322年病逝，1323年元英宗上谥号昭献元圣皇后
- 郭氏妃子，生魏王阿木哥

儿子
- 長子 魏王阿木哥，郭妃所生，1307年元武宗即位，封为魏王，赐兽纽金印。1311年元仁宗赐钞二万锭，1312年，赐庆元路定海县六万五千户为食邑。不久因为获罪贬谪到高丽耽罗岛，后来贬谪到高丽大青岛，后来因涉嫌谋反被贬谪到山西大同。1324年，元泰定帝将阿木哥召回京师，1324年六月去世。长子阿鲁，1330年被元文宗封为西靖王，出镇陕西；次子孛罗帖木儿，1324年袭封魏王，1353年在河南因为疏于防范被红巾军所杀。
- 次子 元武宗海山，生母答己王妃，1307年即位称帝，1311年去世
- 三子 元仁宗爱育黎拔力八达，生母答己王妃，1311年即位称帝，1320年去世

女儿
- 鲁国公主 祥哥剌吉（约1283-1331年），下嫁碉阿不拉，1307年元武宗即位，封鲁国大长公主，1311年元仁宗即位，进号皇姐大长公主。热衷书画收藏，有“皇姊图书”印。

## 延伸阅读
[在维基数据编辑]
 《元史·卷115》，出自宋濂《元史》
 《新元史/卷113》，出自柯劭忞《新元史》